# Pływanie na Letnich Igrzyskach Olimpijskich 1960 – 100 m stylem motylkowym kobiet
100 m stylem motylkowym kobiet – jedna z konkurencji pływackich rozgrywanych podczas XVII Igrzysk Olimpijskich w Rzymie. Eliminacje odbyły się 29 sierpnia, a finał 30 sierpnia 1960 roku.
Mistrzynią olimpijską została Amerykanka Carolyn Schuler, która poprawiła swój rekord olimpijski z eliminacji czasem 1:09,5. Srebro zdobyła Holenderka Marianne Heemskerk (1:10,4). Brązowy medal wywalczyła reprezentantka Australii Jan Andrew (1:12,2).

## Rekordy
Przed zawodami rekord świata i rekord olimpijski wyglądały następująco:
| Rekord            | Zawodniczka  | Czas   | Miejsce   | Data            |       |
| ----------------- | ------------ | ------ | --------- | --------------- | ----- |
| Rekord świata     | Nancy Ramey  | 1:09,1 | Chicago   | 2 września 1959 | [ 1 ] |
| Rekord olimpijski | Shelley Mann | 1:11,0 | Melbourne | 5 grudnia 1956  | [ 2 ] |

W trakcie zawodów ustanowiono następujące rekordy:
| Data        | Etap konkurencji | Zawodnik        | Czas   | Rekord |
| ----------- | ---------------- | --------------- | ------ | ------ |
| 29 sierpnia | eliminacje       | Carolyn Schuler | 1:09,8 | OR     |
| 30 sierpnia | finał            | Carolyn Schuler | 1:09,5 | OR     |

## Wyniki

### Eliminacje
| Miejsce | Wyścig | Tor | Zawodniczka           | Państwo           | Czas     | Uwagi |
| ------- | ------ | --- | --------------------- | ----------------- | -------- | ----- |
| 1.      | 1      | 4   | Carolyn Schuler       | Stany Zjednoczone | 1:09,8   | Q,    |
| 2.      | 1      | 5   | Jan Andrew            | Australia         | 1:10,3   | Q     |
| 3.      | 4      | 5   | Marianne Heemskerk    | Holandia          | 1:11,0   | Q     |
| 4.      | 3      | 4   | Carolyn Wood          | Stany Zjednoczone | 1:11,1   | Q     |
| 5.      | 2      | 5   | Sheila Watt           | Wielka Brytania   | 1:12,3   | Q     |
| 6.      | 3      | 5   | Atie Voorbij          | Holandia          | 1:12,4   | Q     |
| 7.      | 2      | 3   | Zinaida Biełowieckaja | ZSRR              | 1:12,6   | Q     |
| 8.      | 2      | 6   | Kristina Larsson      | Szwecja           | 1:13,0   | Q     |
| 9.      | 1      | 6   | Walentina Pozniak     | ZSRR              | 1:13,2   |       |
| 10.     | 4      | 4   | Bärbel Fuhrmann       | Niemcy            | 1:13,2   |       |
| 11.     | 1      | 3   | Jean Oldroyd          | Wielka Brytania   | 1:14,2   |       |
| 12.     | 4      | 6   | Margaret Iwasaki      | Kanada            | 1:14,2   |       |
| 13.     | 3      | 3   | Heidi Eisenschmidt    | Niemcy            | 1:14,6   |       |
| 14.     | 3      | 6   | Karin Larsson         | Szwecja           | 1:15,0   |       |
| 15.     | 4      | 3   | Shizue Miyabe         | Japonia           | 1:15,8   |       |
| 16.     | 4      | 2   | Sandra von Giese      | Filipiny          | 1:16,3   |       |
| 17.     | 1      | 1   | Silvia Belmar         | Meksyk            | 1:16,5   |       |
| 18.     | 4      | 7   | Annie Caron           | Francja           | 1:17,1   |       |
| 19.     | 3      | 7   | Eulalia Martínez      | Meksyk            | 1:17,9   |       |
| 20.     | 1      | 7   | Hannelore Janele      | Austria           | 1:18,4   |       |
| 21.     | 2      | 2   | Anna Beneck           | Włochy            | 1:18,4   |       |
| 22.     | 4      | 1   | Anna Cechi            | Włochy            | 1:19,5   |       |
| 23.     | 3      | 2   | Márta Egerváry        | Węgry             | 1:19,4   |       |
| 24.     | 3      | 1   | Colette Libourel      | Francja           | 1:20,4   |       |
| 25.     | 2      | 1   | Hillary Wilson        | Rodezja           | 1:21,4   |       |
| 28. !   | 1      | 2   | Judith McHale         | Kanada            | 9:99,9 ! | DNS   |
| 28. !   | 2      | 4   | Dawn Fraser           | Australia         | 9:99,9 ! | DNS   |
| 28. !   | 2      | 7   | Gertrudes Lozada      | Filipiny          | 9:99,9 ! | DNS   |

### Finał
| Miejsce | Tor | Zawodniczka           | Państwo           | Czas     | Uwagi |
| ------- | --- | --------------------- | ----------------- | -------- | ----- |
| 1. !    | 4   | Carolyn Schuler       | Stany Zjednoczone | 1:09,5   | OR    |
| 2. !    | 3   | Marianne Heemskerk    | Holandia          | 1:10,4   |       |
| 3. !    | 5   | Jan Andrew            | Australia         | 1:12,2   |       |
| 4.      | 2   | Sheila Watt           | Wielka Brytania   | 1:13,3   |       |
| 5.      | 7   | Atie Voorbij          | Holandia          | 1:13,3   |       |
| 6.      | 1   | Zinaida Biełowieckaja | ZSRR              | 1:13,3   |       |
| 7.      | 8   | Kristina Larsson      | Szwecja           | 1:13,6   |       |
| 8. !    | 6   | Carolyn Wood          | Stany Zjednoczone | 9:99,9 ! | DNF   |